# Micrepeira pachitea
Micrepeira pachitea là một loài nhện trong họ Araneidae.
Loài này thuộc chi Micrepeira. Micrepeira pachitea được Herbert Walter Levi miêu tả năm 1995.